# The Song of the Soul (film fra 1918)
The Song of the Soul er en amerikansk stumfilm fra 1918 af Tom Terriss.

## Medvirkende
- Alice Joyce – Ann Fenton
- Percy Standing – Fenton
- Walter McGrail – Evans
- Bernard Randall – Butch
- Bernard Siegel – Oelsen